# Воскресеновка (Ульяновская область)
Воскресеновка — село в Радищевском районе Ульяновской области России, в составе Радищевского городского поселения.
Население — 183 (2010)

## География
Село находится в пределах Приволжской возвышенности, являющейся частью Восточно-Европейской равнины, на левом берегу реки Терешка на высоте около 105 метров над уровнем моря.
Почвы — чернозёмы остаточно-карбонатные.
Село расположено примерно в 7 км по прямой в юго-восточном направлении от районного центра посёлка городского типа Радищево. По автомобильным дорогам расстояние до районного центра составляет 8,8 км, до областного центра города Ульяновска — 210 км.
Часовой пояс
Воскресеновка, как и вся Ульяновская область, находится в часовой зоне МСК+1. Смещение применяемого времени относительно UTC составляет +4:00.

## История
Первоначально известно как Воскресенка.
Сельцо владельческое, возникло в первой половине XVIII века. Ранее принадлежало Воскресеновскому монастырю (с 1699 г.).
В Списке населённых мест Российской империи по сведениям за 1859 год Воскресенка упоминается как владельческое сельцо Хвалынского уезда Саратовской губернии, расположенное при речке Терешке по правую сторону просёлочного тракта из Хвалынска в город Кузнецк (через село Елшанку) на расстоянии 37 вёрст от уездного города. В населённом пункте насчитывалось 42 двора, проживали 224 мужчины и 201 женщина, имелись овчарня и мельница.
Согласно Списку населённых мест Саратовской губернии 1914 года Воскресенка относилась к Дворянско-Терешской волости. По сведениям за 1911 год в селе проживали преимущественно бывшие помещичьи крестьяне, великороссы, составлявшие сельское общество бывших крестьян Давыдова. В селе насчитывалось 89 хозяйств (дворов), проживали 560 жителей (274 мужчины и 286 женщин).

## Население
Динамика численности населения по годам:
| Годы      | 1859 | 1911 | 1989 | 2002 |
| --------- | ---- | ---- | ---- | ---- |
| Население | 425  | 560  | ≈230 | 171  |

| 2010 |
| ---- |
| 183  |

Национальный состав
Согласно результатам переписи 2002 года русские составляли 93 % населения села.